# Regina Maris (1908)
Pour la goélette à trois mâts allemande construite en 1970, voir Regina Maris (1970).
Le Regina Maris est un trois-mâts goélette, à coque acier, construit en 1908 dans un chantier naval de Svendborg au Danemark.
Il sert désormais de bateau musée au Greenport de Long Island dans l'État de New York.

## Histoire
Le schooner Regina a été construit avec une coque en acier pour pouvoir naviguer dans les glaces de l'Atlantique Nord, de la mer du Nord et de la mer Baltique pour servir de bateau de transport de marchandises.
En 1932 il est équipé d'un premier moteur et utilisé pour la pêche aux harengs et aux maquereaux.
Pendant la Seconde Guerre mondiale il a transporté les Juifs réfugiés de Norvège.
En 1962, après avoir subi un incendie de la salle des machines, il est utilisé comme silo à grains dans le port de Ystad en Suède.
En 1963, la carcasse est rachetée par les magnats norvégiens Siegfried et John Aage Wilson de l’Ocean Transport Line. Le schooner est remis en état dans un chantier naval de Kristiansand et rebaptisé Regina Maris.
Il fait plusieurs circumnavigations en retraçant les voyages du capitaine James Cook. En 1970 il participe aux célébrations bicentenaires de l'arrivée de James Cook en Australie. Il fut présent en 1971 en Polynésie Française pour le bicentenaire des voyages de Cook.
De 1971 à 1976 il propose des croisières dans le Pacifique Sud, sur les côtes du Mexique et de la mer Méditerranée et aux Caraïbes. 

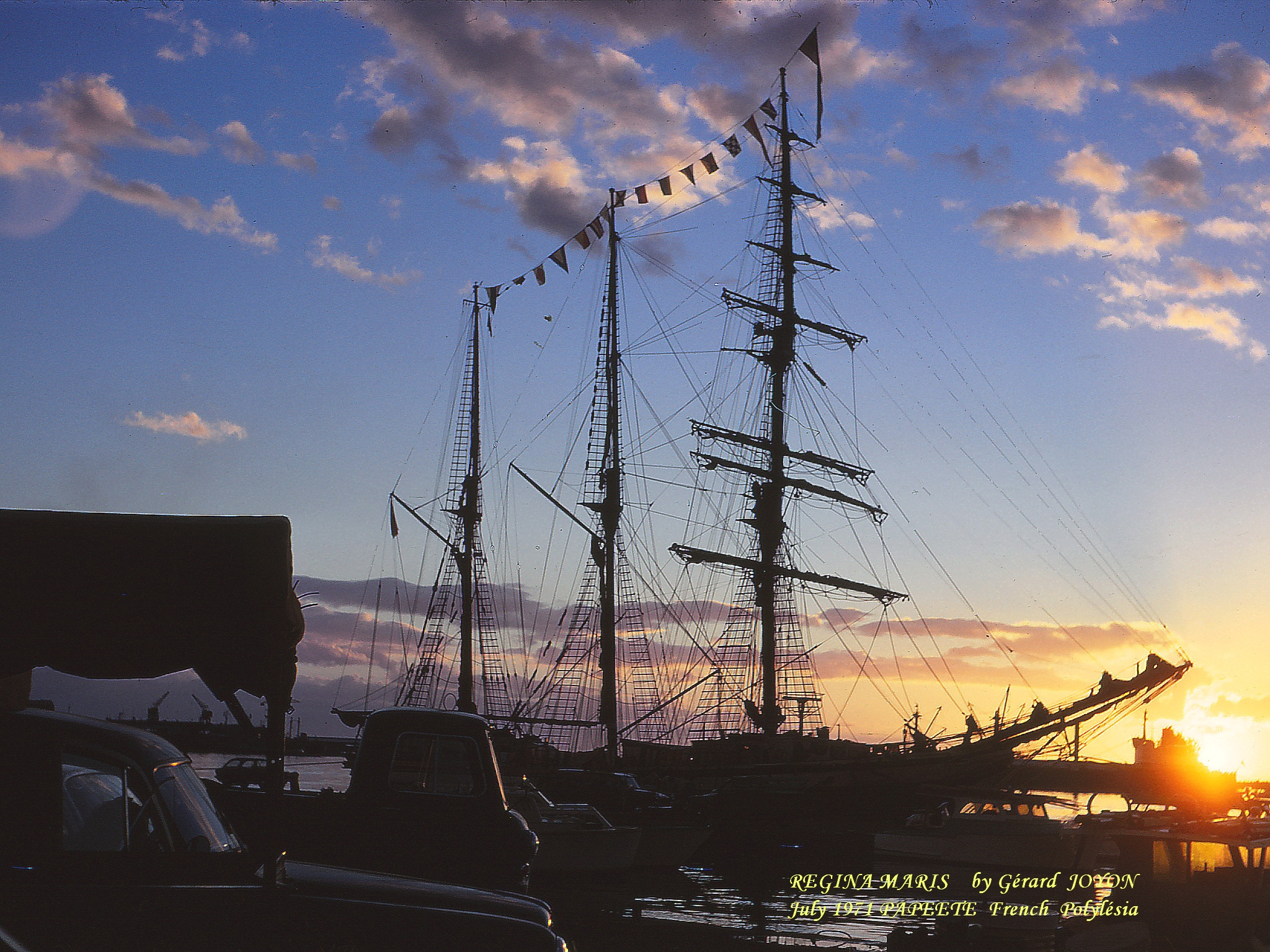
Le Regina Maris au port de Papeete pendant le bicentenaire des voyages de James Cook

Il croisa dans le sud des Gambier à l'époque des essais nucléaires français.
En 1976 il est racheté par l’Ocean Research Education Society. Il est doté d'un laboratoire et fait des recherches sur les baleines et leur protection.
Il participe aux rassemblements de grands voiliers à Boston et à New York en 1976, 1978, 1984.
Depuis octobre 1991, il est géré par une organisation à but non lucratif Save Regina Maris Ltd en coopération avec la Société historique maritime nationale, consacrée à la restauration et à la conservation du bateau. Échappant à sa destruction définitive par manque d'argent il est devenu, depuis 1998, une attraction touristique locale à Greenport, sur le rivage de Long Island.
Le 25 août 1998 elle coule à Glen Cove, pendant des travaux de restauration, qui malheureusement ne pouvaient être pleinement menés à bien par manque de financement.
Certains éléments du navire furent sauvés et sont toujours visibles à Glen Cove.

### Sources
- Chapman, Great sailing ships of the world par Otmar Schäuffelen, 2005 (page 385)  (ISBN 1-58816-384-9).